# Monument à Reksio
Le monument à Reksio est une fontaine-monument au centre de Bielsko-Biała, sur la place entre la rue du 11 Listopada et la rue S. Stojałowskiego, au bord de la rivière Biała. Il a été inauguré le 3 août 2009. Il représente le chien Reksio, le personnage principal de la série animée créée par Lechosław Marszałek, produite dans les années 1967-1988 au Studio Filmów Rysunkowych de Bielsko-Biała.
La statue représente Reksio debout sur ses pattes arrière, une de ses pattes avant est tenue près de son museau, l'autre pointe vers la fontaine. La sculpture est coulée en bronze, mesure 90 centimètres de haut et pèse 130 kilogrammes. Elle a été créée dans la fonderie de métaux de Wiesław Wojdak. Une fontaine en forme d'œuf coupé en quatre parties, d'où coule l'eau, fait partie intégrante du monument.
La sculpture a été réalisée par Jerzy Mikler de Bielsko-Biała,.